# Arthroleptis xenodactylus
Arthroleptis xenodactylus (Boulenger, 1919) è un anfibio anuro, appartenente alla famiglia degli Artroleptidi.

## Distribuzione e habitat
Questa specie di rana è endemica della Tanzania. Si trova sui monti Usambara, Uluguru, Udzungwa e Rungwe.